# Denmark (Australia Occidental)
Denmark es una ciudad costera situada en el estado de Australia Occidental, a 423 kilómetros al sur-sureste de la capital del estado, Perth. En el censo de 2016, Denmark tenía una población de 2558 habitantes; sin embargo, la población puede ser varias veces superior a la población base durante las temporadas turísticas.

## Clima
Dinamarca tiene un clima mediterráneo (Csb) con veranos cálidos y secos e inviernos suaves y húmedos.
| Parámetros climáticos promedio de Denmark, Western Australia | Parámetros climáticos promedio de Denmark, Western Australia | Parámetros climáticos promedio de Denmark, Western Australia | Parámetros climáticos promedio de Denmark, Western Australia | Parámetros climáticos promedio de Denmark, Western Australia | Parámetros climáticos promedio de Denmark, Western Australia | Parámetros climáticos promedio de Denmark, Western Australia | Parámetros climáticos promedio de Denmark, Western Australia | Parámetros climáticos promedio de Denmark, Western Australia | Parámetros climáticos promedio de Denmark, Western Australia | Parámetros climáticos promedio de Denmark, Western Australia | Parámetros climáticos promedio de Denmark, Western Australia | Parámetros climáticos promedio de Denmark, Western Australia | Parámetros climáticos promedio de Denmark, Western Australia |
| Mes                                                          | Ene.                                                         | Feb.                                                         | Mar.                                                         | Abr.                                                         | May.                                                         | Jun.                                                         | Jul.                                                         | Ago.                                                         | Sep.                                                         | Oct.                                                         | Nov.                                                         | Dic.                                                         | Anual                                                        |
| ------------------------------------------------------------ | ------------------------------------------------------------ | ------------------------------------------------------------ | ------------------------------------------------------------ | ------------------------------------------------------------ | ------------------------------------------------------------ | ------------------------------------------------------------ | ------------------------------------------------------------ | ------------------------------------------------------------ | ------------------------------------------------------------ | ------------------------------------------------------------ | ------------------------------------------------------------ | ------------------------------------------------------------ | ------------------------------------------------------------ |
| Temp. máx. abs. (°C)                                         | 43.9                                                         | 40.5                                                         | 40.3                                                         | 37.2                                                         | 30.6                                                         | 26.1                                                         | 22.5                                                         | 25.0                                                         | 27.0                                                         | 32.8                                                         | 36.0                                                         | 39.5                                                         | 43.9                                                         |
| Temp. máx. media (°C)                                        | 25.9                                                         | 25.3                                                         | 24.5                                                         | 21.6                                                         | 19.0                                                         | 16.8                                                         | 16.1                                                         | 16.4                                                         | 17.5                                                         | 19.1                                                         | 21.0                                                         | 23.2                                                         | 20.5                                                         |
| Temp. mín. media (°C)                                        | 13.0                                                         | 13.5                                                         | 12.2                                                         | 10.4                                                         | 8.9                                                          | 7.6                                                          | 6.9                                                          | 6.9                                                          | 7.5                                                          | 8.7                                                          | 10.5                                                         | 11.8                                                         | 9.8                                                          |
| Temp. mín. abs. (°C)                                         | 4.5                                                          | 4.4                                                          | 2.0                                                          | 2.0                                                          | 0.0                                                          | -1.4                                                         | -0.3                                                         | -1.7                                                         | -0.4                                                         | 1.5                                                          | 2.5                                                          | 2.8                                                          | -1.7                                                         |
| Lluvias (mm)                                                 | 22.3                                                         | 27.3                                                         | 38.1                                                         | 81.9                                                         | 124.7                                                        | 143.0                                                        | 158.9                                                        | 127.8                                                        | 99.1                                                         | 92.1                                                         | 53.0                                                         | 32.0                                                         | 995.9                                                        |
| Días de lluvias (≥ 0.2 mm)                                   | 7.3                                                          | 8.5                                                          | 10.3                                                         | 15.0                                                         | 19.4                                                         | 21.6                                                         | 23.3                                                         | 22.0                                                         | 19.6                                                         | 17.1                                                         | 13.1                                                         | 9.7                                                          | 186.9                                                        |
| Horas de sol                                                 | 257.3                                                        | 198.8                                                        | 192.2                                                        | 144.0                                                        | 139.5                                                        | 126.0                                                        | 137.8                                                        | 155.0                                                        | 159.0                                                        | 198.4                                                        | 195.0                                                        | 251.1                                                        | 2154.1                                                       |
| Fuente: Bureau of Meteorology                                |                                                              |                                                              |                                                              |                                                              |                                                              |                                                              |                                                              |                                                              |                                                              |                                                              |                                                              |                                                              |                                                              |

## Flora y fauna

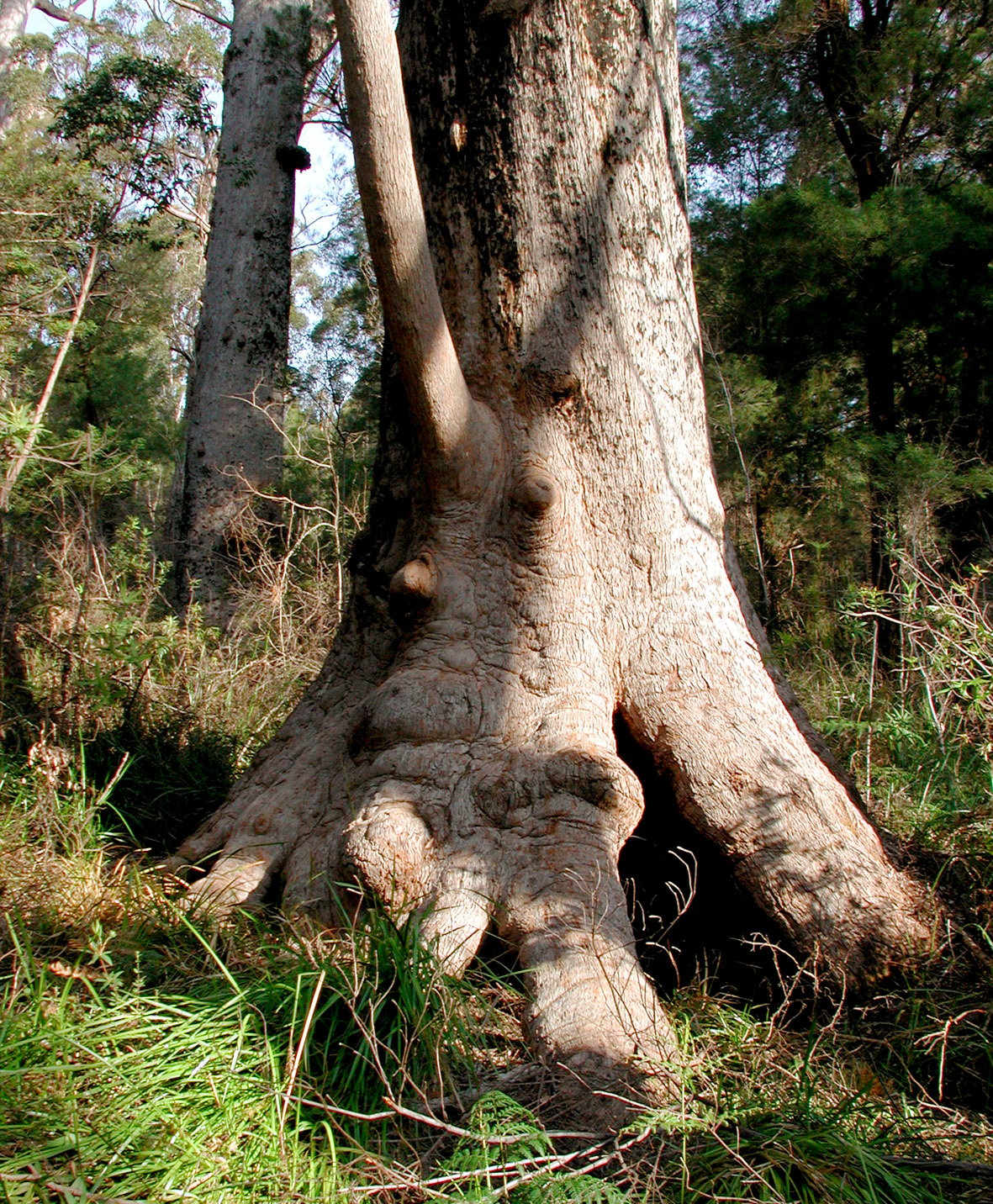
Árbol Tingle, Valle de los Gigantes, Dinamarca, Australia Occidental.

Dinamarca está rodeada de bosques autóctonos con una gran variedad de árboles, como los eucaliptos marri, karri, jarrah y red tingle. Este último puede alcanzar una altura de 60 metros. Un árbol característico de la zona es el chicle de flor roja.
Hay muchas especies de aves autóctonas, como las espléndidas hadas, los emús, los ibis blancos australianos, las urracas australianas y los anilladores australianos. También hay muchas especies de reptiles, como serpientes y eslizones. También viven en la zona marsupiales como el canguro gris occidental, el bandicot marrón del sur y la zarigüeya de cola de cepillo común.
La abundancia de peces, calamares y otra vida marina en los estuarios de Dinamarca y a lo largo de la costa atrae a los delfines mulares y a las focas; estacionalmente, las ballenas francas australes descansan allí durante sus largas migraciones hacia el norte.
Greens Pool (situada entre Denmark y Walpole) es una playa de arena blanca rodeada de grandes rocas de granito. Forma parte del Parque Nacional de William Bay y es una de las principales atracciones turísticas en verano.
Denmark es un conocido lugar de pesca recreativa con una gran variedad de capturas, como pargo, salmón, besugo, pescadilla del rey Jorge y abulón.

## Demografía

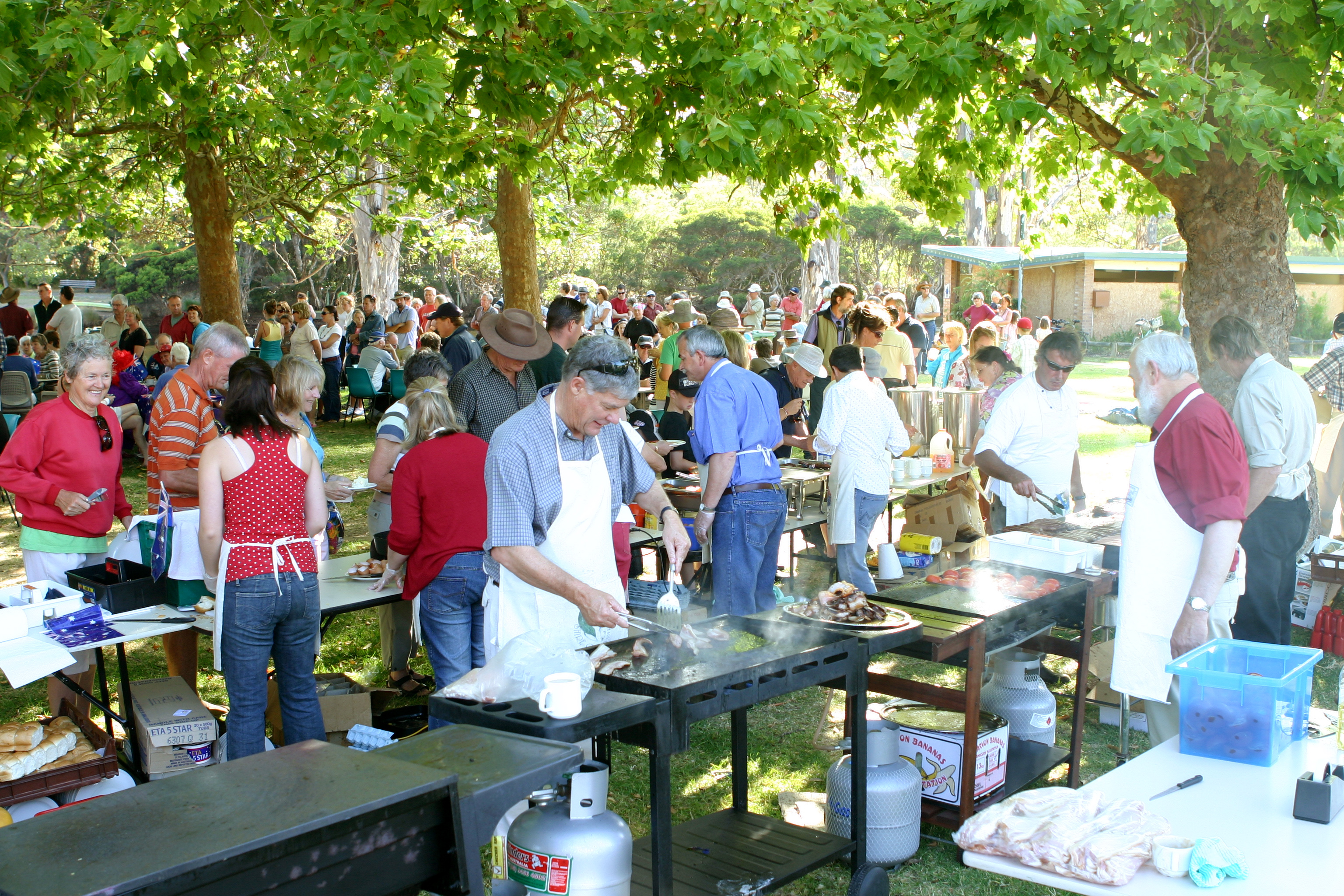
Día de Australia en el Parque Berridge, a orillas del río Denmark.

Según el censo de 2016, Dinamarca tenía una población de 2558 habitantes. De ellos, el 67,9 % había nacido en Australia, el 11,8 % en Inglaterra o Escocia, el 2,3 % en Nueva Zelanda y el 1,2 % en Sudáfrica. El 2,1 % se identificó como aborigen.
La demografía fluctúa en función del turismo; la ciudad está a pleno rendimiento durante las vacaciones escolares y el verano. Las numerosas casas de vacaciones que se mantienen en Dinamarca suelen pertenecer a familias adineradas afincadas en Perth. Durante el censo (martes 9 de agosto), el 19,6 % de las viviendas estaban desocupadas (media nacional: 11,2 %).